# ثوم مروح
ثوم مُرْوح (الاسم العلمي Allium ericetorum)، نوع من الثوم المنتشر في معظم أنحاء جنوب ووسط أوروبا، من البرتغال إلى أوكرانيا.
نبات بري زراعي تزييني أوراقه عصفية ضيقة مستطيلة . شمراخه الزهري يعلو من 15 إلى 50 سم. أزهاره كثيفة التجميع بيضاء اللون.